# Дар Піпіна

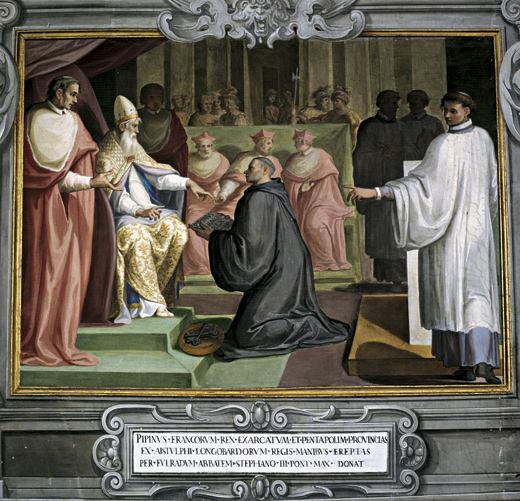
Аббат Фулрад підносить папі Стефану ІІ текст договору.

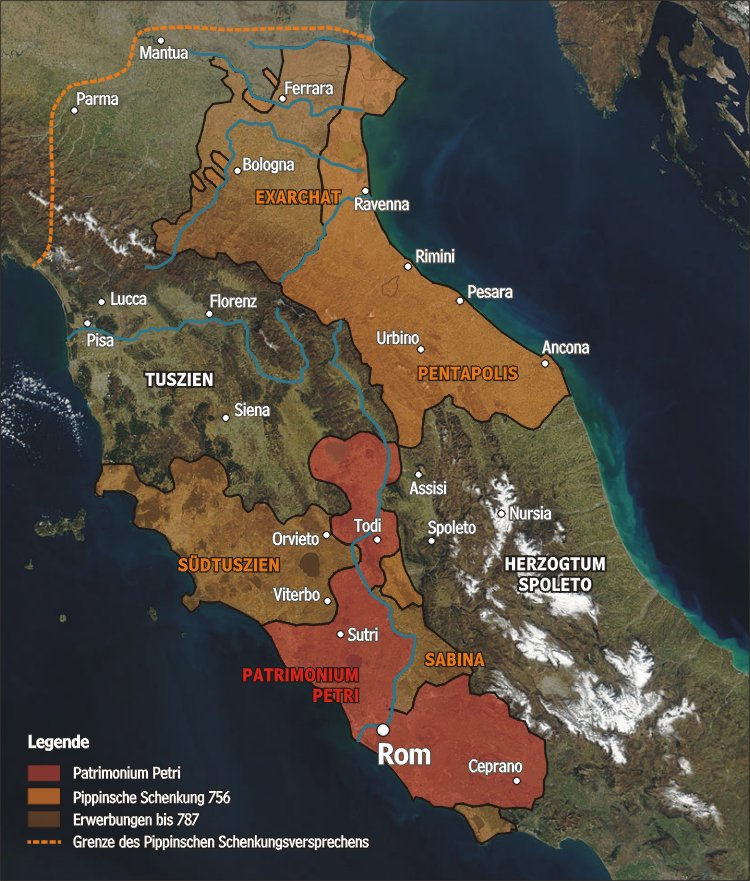
Папська держава бл. 800 року.

Дар Піпіна (фр. donation de Pépin), або К'єрзівський договір (фр. traité de Quierzy) — угода, укладена 14 квітня 754 року в північно-французькому містечку К'єрзі між франкським королем Піпіном ІІІ Коротким та римським папою Стефаном II про створення Папської держави. Надавав папі владу світського правителя Риму і центральної частини Італії. Набув чинності після підтвердження 756 року. Надалі неодноразово закріплювався політичними наступниками короля: Карлом I Великим (774), Оттоном I (962), Фрідріхом I Барбароссою (1177).

## Історія
У 753 році лангобарди завоювали Равеннський екзархат, і король Айстульф зажадав, щоб Рим платив йому данину. Папа Стефан звернувся за допомогою до короля франків Піпіна, який став королем завдяки благословенню Папи Захарія. Стефан особисто прибув до Франції (це був перший випадок в історії, коли римський Папа перетнув Альпи), і був зустрінутий 11-річним сином Піпіна — Карлом Великим, який і проводив Папу до свого батька. Згідно з римсько-католицькою традицією, саме на цій зустрічі Піпіна і Стефана франкський король пообіцяв римському Папі передати папству владу над певними територіями, які будуть відвойовані у лангобардів.
28 липня 754 року Стефан здійснив у соборі Сен-Дені миропомазання Піпіна і його сина Карла. Тепер Піпін не міг ігнорувати звернення церкви, і 756 року, у відповідь на лист «чудесним чином написаний самим Святим Петром», війська франків увійшли в Італію і перемогли лангобардів. Папа був затверджений Піпіном як голова незалежної держави, що простягнулася через Центральну Італію (з центром у Римі), й проіснувала понад тисячу років.
На основі Дара Піпіна пізніше сформувалась легенда про «Костянтинів дар».